# Mustelus griseus
La musola inmaculada (Mustelus griseus) es una especie de tiburón de la familia Triakidae, que habita en las plataformas continentales del Pacífico noroeste entre las latitudes 40° N y 11º N, desde la superficie hasta los 300 m de profundidad. Su longitud máxima es de 1 m.